# Ruda (film)
Ruda (titlu original The Kindred, cunoscut și ca Anthony) este un film american de groază SF thriller din 1987 regizat de Jeffrey Obrow și Stephen Carpenter. Rolurile principale au fost interpretate de actorii David Allen Brooks, Amanda Pays, Talia Balsam, Kim Hunter și Rod Steiger.

## Prezentare
Pe patul de moarte, Amanda îi cere fiului ei, John, să distrugă toate însemnările sale de laborator de la ultimul ei experiment. De asemenea, ea îi spune că el a avut un frate - Anthony. La înmormântarea Amandei, John se întâlnește cu Melissa, care pretinde a fi o mare admiratoare a muncii mamele sale. John cu unii dintre prietenii săi și cu Melissa se duc la casa  Amandei, dar nici unul nu este pregătit pentru ceea ce vor găsi acolo.

## Distribuție
- David Allen Brooks - John Hollins
- Rod Steiger - Dr. Phillip Lloyd
- Amanda Pays - Melissa Leftridge
- Talia Balsam - Sharon Raymond
- Kim Hunter - Amanda Hollins
- Timothy Gibbs - Hart Phillips
- Peter Frechette - Brad Baxter
- Julia Montgomery - Cindy Russell
- Bunky Jones - Nell Valentine (ca Bunki Z)
- Charles Grueber - Harry
- Bennet Guillory - Dr. Stone
- Edgar Small - Dr. Larson
- Jim Boeke - Jackson (ca James Boeke)
- Randy Harrington - Paramedic
- Benjamin J. Perry - Porsche Driver (ca Ben Perry)

## Producție
Filmările au avut loc în California, SUA.

## Lansare
Filmul a avut o lansare limitată în New York City la 9 ianuarie 1987, cu toate acestea a fost lansat cinematografic la 16 iulie 1987 în Australia. 

## Primire
Pe Rotten Tomatoes, filmul are un scor de 3,1/5 pe baza a 632 de recenzii. 